# Exchequer

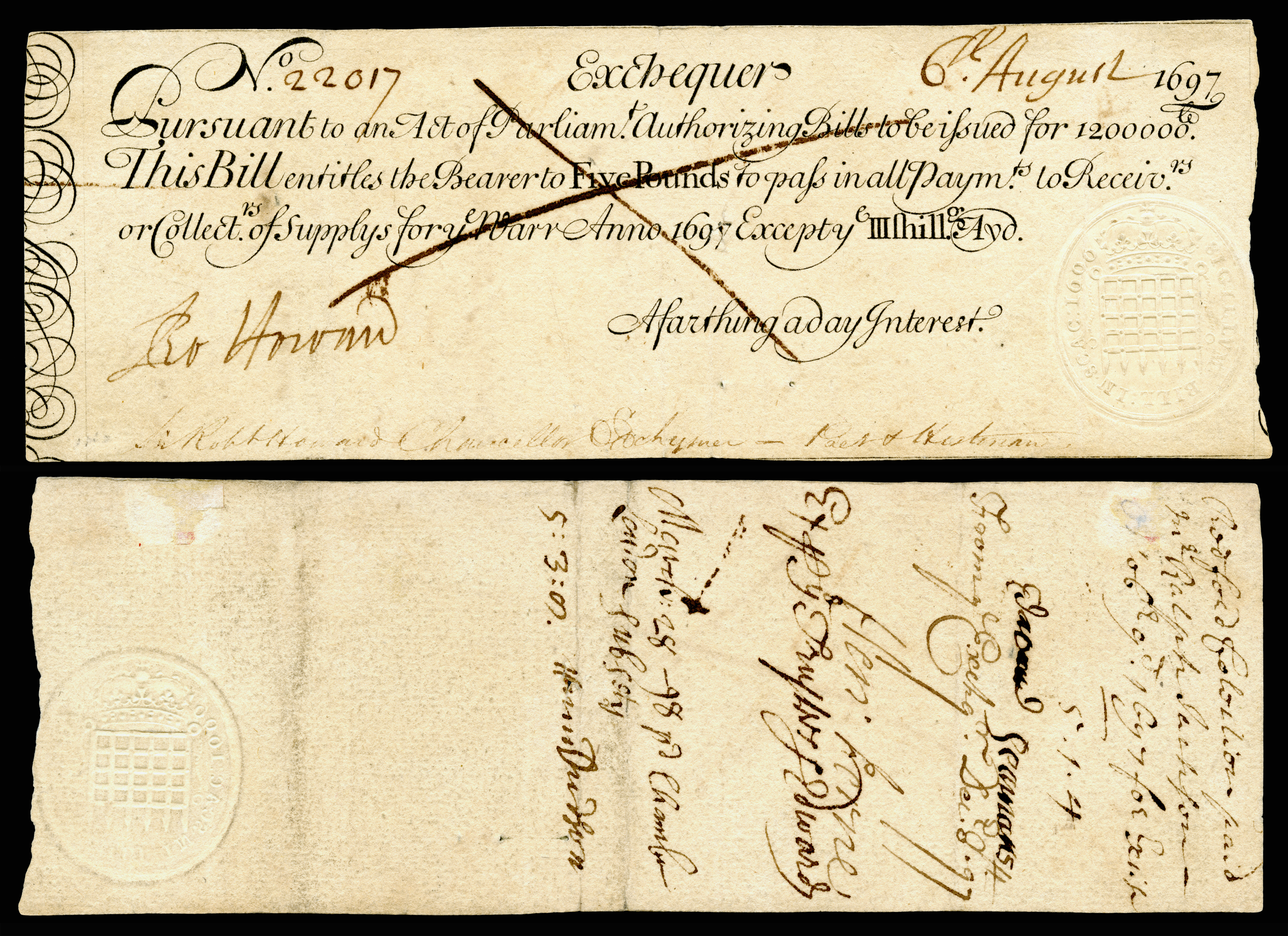
イングランド王国 Exchequer note, 5 Pounds, dated 6 August 1697

エクスチェッカー (英: Exchequer, HM Exchequer）は、イギリスの公務上の概念であり、総合基金  (Consolidated Fund) における中央政府の会計プロセスと政府当座預金口座の管理 (租税などの歳入を原資とする出納) を意味する。「エクスチェッカー」という用語は、現在も政府機関による年次会計報告書・年次財務諸表を含む、数多くの最新の財務書類で使用されている。
日本国政府における「国庫」に近い概念である。
「エクスチェッカー」は、イギリスのかつての行政機関である財務府の名称であり、同機関は、租税・歳入の収集や管理、統治者の支払代行、公会計の監査などに責任を持ち、その会計責任に伴う司法的な役割も発展させ、歳入に関係する法的な紛争の審判も行った。
類似の機関は、後にスコットランド王国（1200年頃）やアイルランド（イングランド王国による支配下）（1210年）でも創設された。
現在もイギリスの財務大臣の称号は「チャンセラー・オブ・エクスチェッカー  (Chancellor of the Exchequer) 」である。